# Biedermeier
Biedermeier [ˌbʲidɛrˈmajɛr] – styl w sztuce, literaturze, muzyce, a przede wszystkim w architekturze wnętrz rozwinięty w latach 1815–1848 w Europie Środkowej – głównie w Niemczech i Austrii oraz w krajach pozostających w kręgu kultury niemieckojęzycznej: skandynawskich (zwłaszcza w Danii), w północnych Włoszech i krajach słowiańskich (szczególnie Czechy, Polska). Był odpowiednikiem stylu regencji i wczesnowiktoriańskiego w Anglii, stylu federalnego w Stanach Zjednoczonych oraz stylu Restauracji i Ludwika Filipa we Francji. W szerszym znaczeniu pojęcie to określa ówczesną niemiecką kulturę mieszczańską.

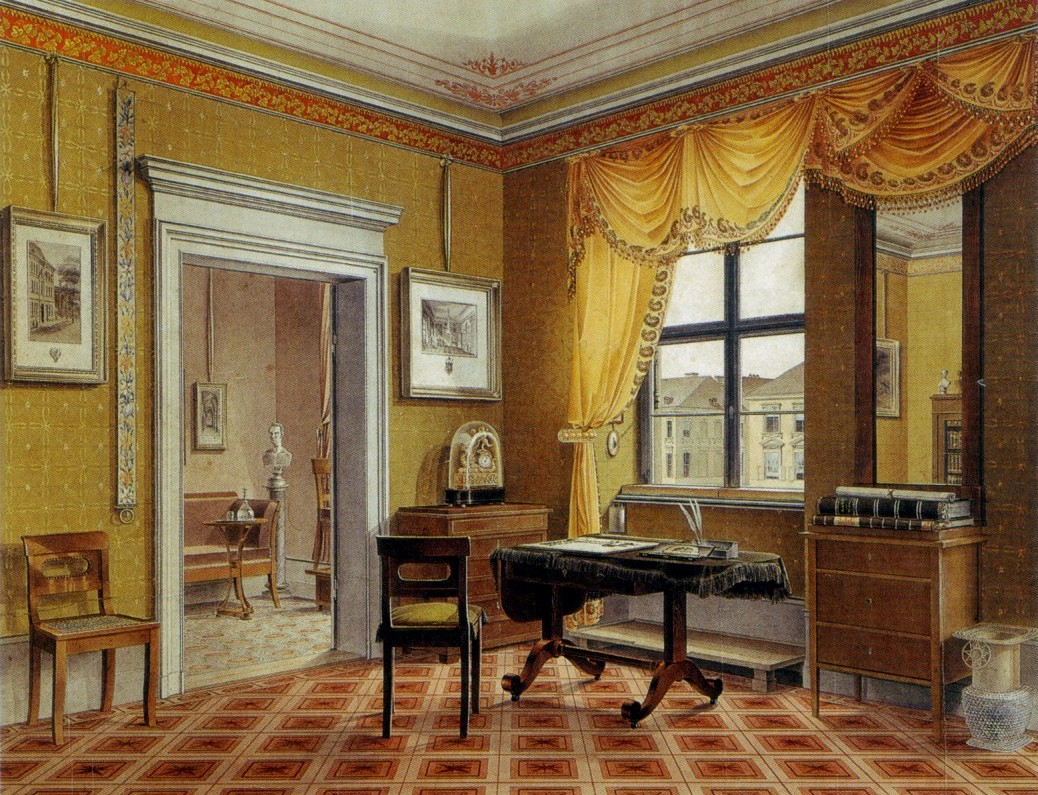
Obraz Leopolda Zielckego w stylu biedermeier z typowym wnętrzem gabinetowym

Główne założenie tej stylistyki określało ją jako sztukę mieszczan dla mieszczan, wyrażającą ich upodobanie do wygody i przytulności – „styl rodzinnego ogniska”. Jako zwrot w artystycznych tendencjach powstała ona w reakcji na pompatyczność „arystokratycznego” i pseudoantycznego empire'u. Stylu tego nigdy dokładnie nie zdefiniowano ani nie zawarto w żadnych manifestach programowych, deklaracjach artystycznych itp., dlatego kwalifikowanie obiektów sztuki jako biedermeierowych jest niekiedy problematyczne. W ciągu rozwojowym kultury europejskiej stanowił on w istocie fazę przejściową pomiędzy klasycyzmem a romantyzmem, będąc też odległą zapowiedzią realizmu. 

## Wnętrzarstwo i meblarstwo

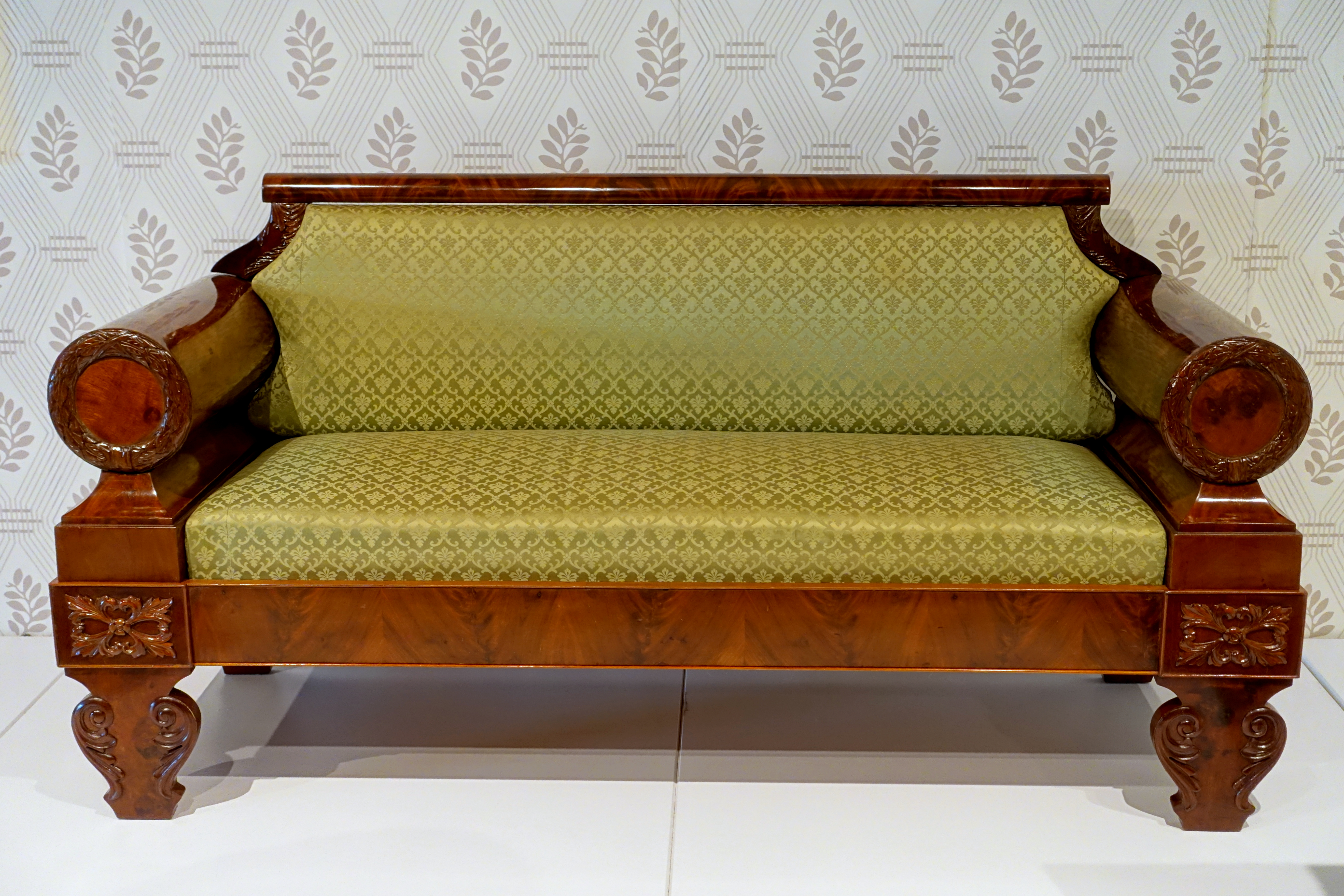
Mieszczańska sofa z mahoniu

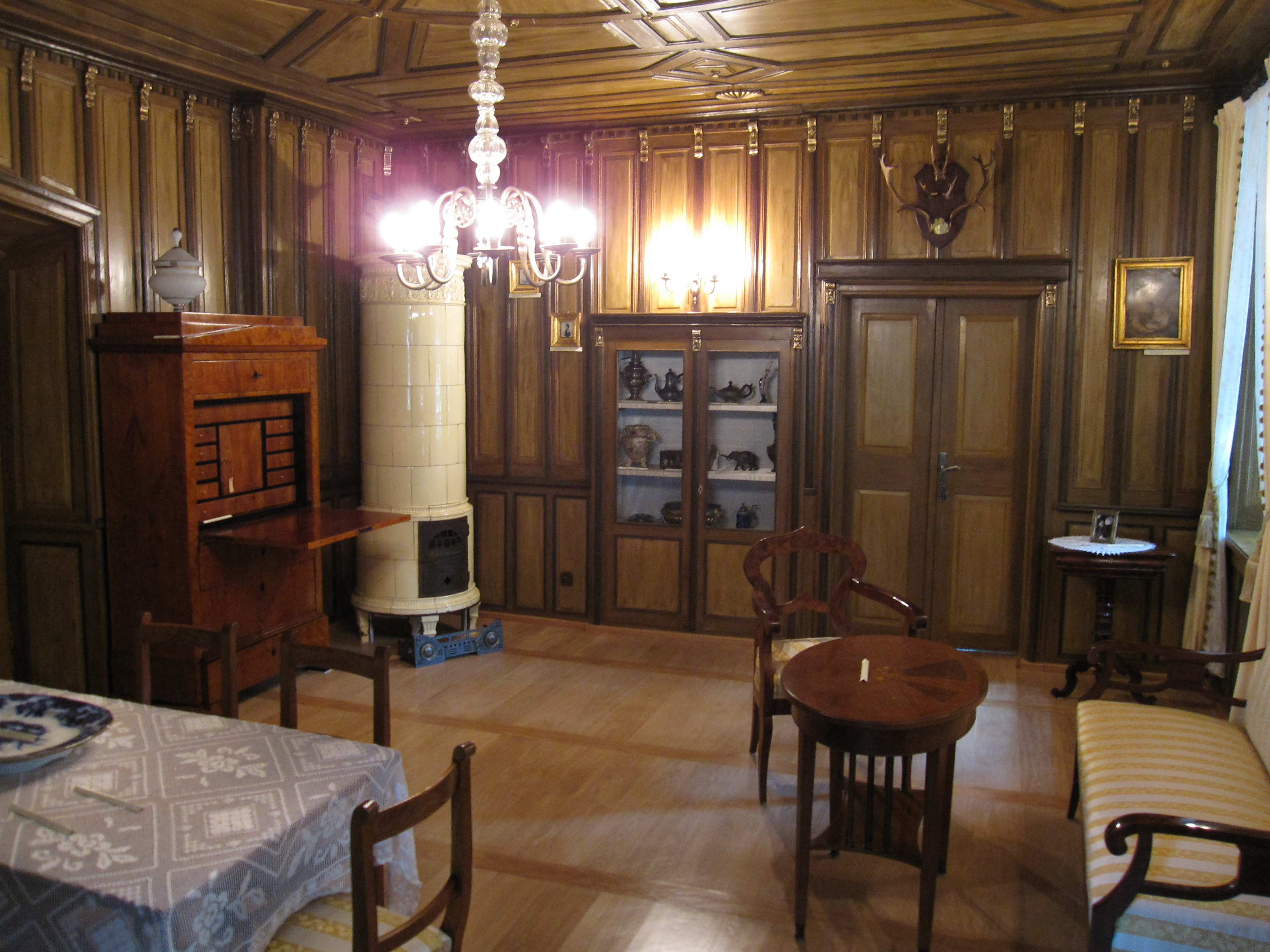
Pokój biedermeierowy (muzeum w Chrzanowie)

Najwyraziściej i najpowszechniej przejawiał się we wzornictwie wyposażenia wnętrz i sprzętów domowych – głównie w umeblowaniu, przy czym nacisk położony był na solidność, prostą formę i użyteczność projektowanych przedmiotów. Formy oparto na uproszczonym i oczyszczonym z nadmiaru ozdób empire. Masywne meble cechowała funkcjonalność i wygoda; preferowano ciepłe, rozjaśnione, pogodne barwy, zarówno w doborze gatunków drewna (głównie brzozowa czeczota, jesion, wiąz, topola, czereśnia i grusza, a z ciemniejszych – mahoń i orzech), jak i ozdób. Zdobnictwo było umiarkowane, podporządkowane użytkowości sprzętu: gładkie fornirowanie, ornamentacja snycerska, niekiedy intarsjowanie z wykorzystaniem motywów roślinnych (kwiatów).
Do czołowych projektantów i producentów mebli należeli Josef Ulrich Danhauser i Michael Thonet, twórca popularnych prostych krzeseł. Nowością było zastosowanie stalowych sprężyn w meblowych siedzeniach, w czym przodował wiedeński tapicer Georg Junigl. Dla mebli do siedzenia typowe było stosowanie wygiętych podpór i oparć oraz giętych nóg w stołach. Pojawiały się nowe rodzaje praktycznego umeblowania, jak np. sofa schowkowa (Magazinsofa), w której skrzyniowate oparcia boczne wykorzystano na schowki szufladowe.  
Wnętrza mieszkań standardowo wypełniały okazałe kanapy i sofy, wystawowe serwantki i witryny z porcelaną i szkłem, otwarte etażerki, masywne szafy na odzież i oszklone (biblioteczne), mniejsze i większe komody, ścienne i szafkowe zegary wahadłowe, wysokie lustra (tzw. tremo), tapicerowane fotele i krzesła z podłokietnikami, stoły krągłe i kanciaste, stoliki do gier (karciane, szachowe), do ręcznych robótek, a także nocne i gabinetowe wsparte na jednej nodze. Wystroju pomieszczeń dopełniały parawany i kominkowe ekrany.
Oprócz licznych, niewielkich rozmiarami obrazów (sztychów, miniatur, mieszczańskich portretów, scen rodzajowych i krajobrazowych), nieodzownymi symbolami mieszczańskiego statusu były fortepian służący podczas wieczornych przyjęć oraz biurko lub sekretarzyk (sekretera) do korespondencji. Regułą było rozmieszczanie mebli pod ścianami, z pozostawieniem wolnego środka pomieszczenia, które zazwyczaj wypełniał otoczony krzesłami stół, wokół którego gromadziła się rodzina. Wraz z kanapą i fotelami często tworzył on komplet. Charakter biedermeierowych wnętrz mieszkalnych o niedekorowanych, bielonych ścianach cechowała intymność i zaciszność z zastosowaniem jasnych, zdobionych kwiatowym wzorem albo pasiastych tapet, drapowanych firanek, wzorzystych dywanów, szydełkowanych serwet oraz licznych bibelotów. Nowym elementem wystroju były rośliny pokojowe w wazonach, stojakach i koszach oraz doniczkowe kwiaty w oknach.

## W innych dziedzinach

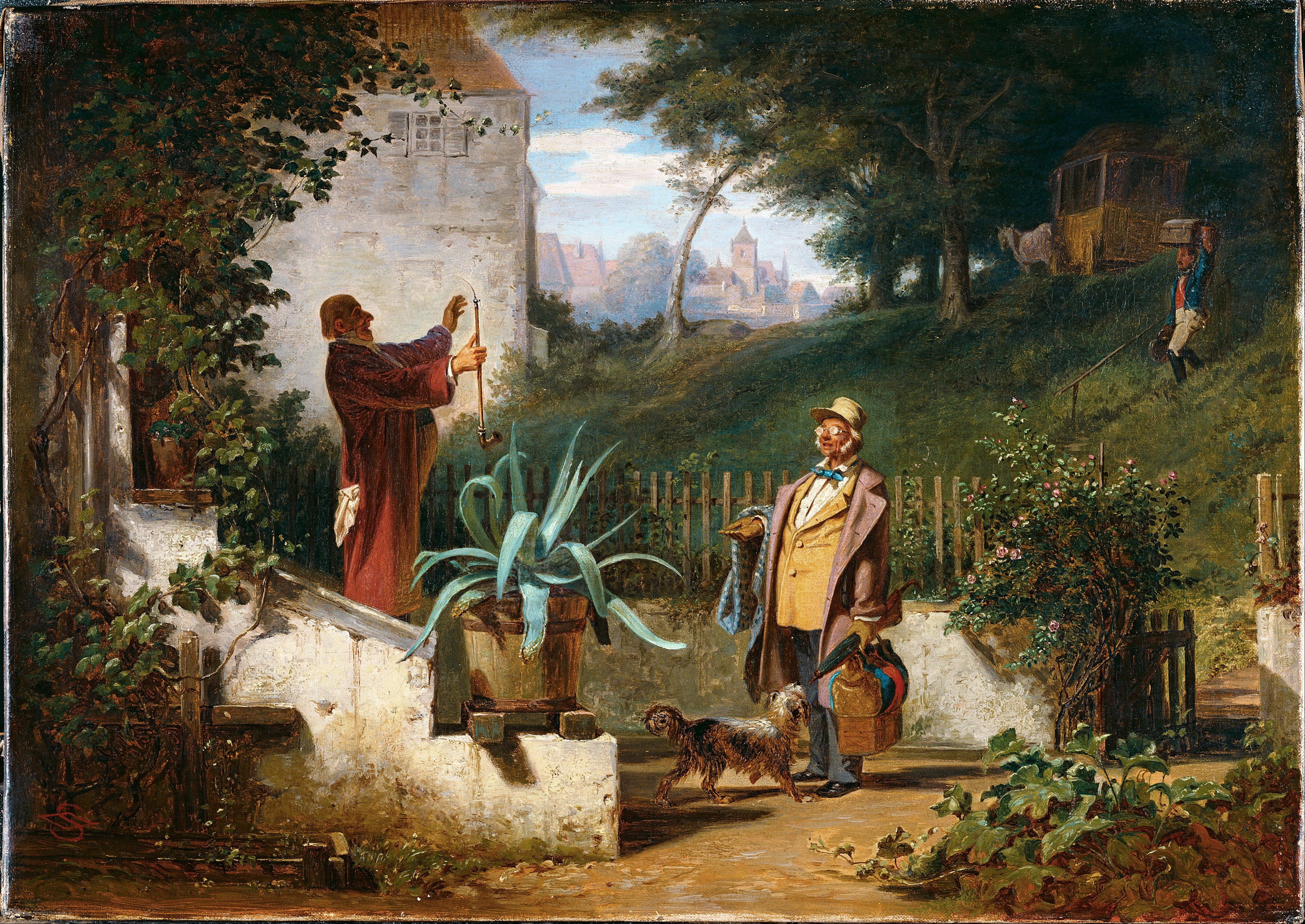
Carl Spitzweg – Przyjaciele z dzieciństwa (1855)

### Malarstwo
Nie wytworzyło ono w istocie nowych form stylistycznych i miało charakter eklektyczny. Typowa w nim była duża dokładność i wierność realizmowi w czerpaniu z tematyki życia codziennego (pogodne, bezpretensjonalne sceny rodzajowe) z częstym przedstawianiem wnętrz domowych dokumentującym stylistykę tego okresu. Obok tego częste było wykorzystywanie motywów przyrodniczych (bukiety kwiatów, pejzaże) ze starannością w oddawaniu szczegółów, a czasem nieco wyidealizowanych. W nacechowanej nutą sentymentalizmu stylistyce tworzyli m.in. tacy malarze jak Georg Friedrich Kersting, Carl Spitzweg, Ferdinand Georg Waldmüller, Adolph Menzel, Eduard Gaertner czy wrocławianin Ernst Resch. 
Biedermeier przejawiał się jednak też w architekturze, modzie, twórczości muzycznej, a nawet w literaturze, w której do wybitniejszych twórców należeli Adalbert Stifter, Friedrich Halm, Adelbert von Chamisso, Wilhelm Müller.

### Moda

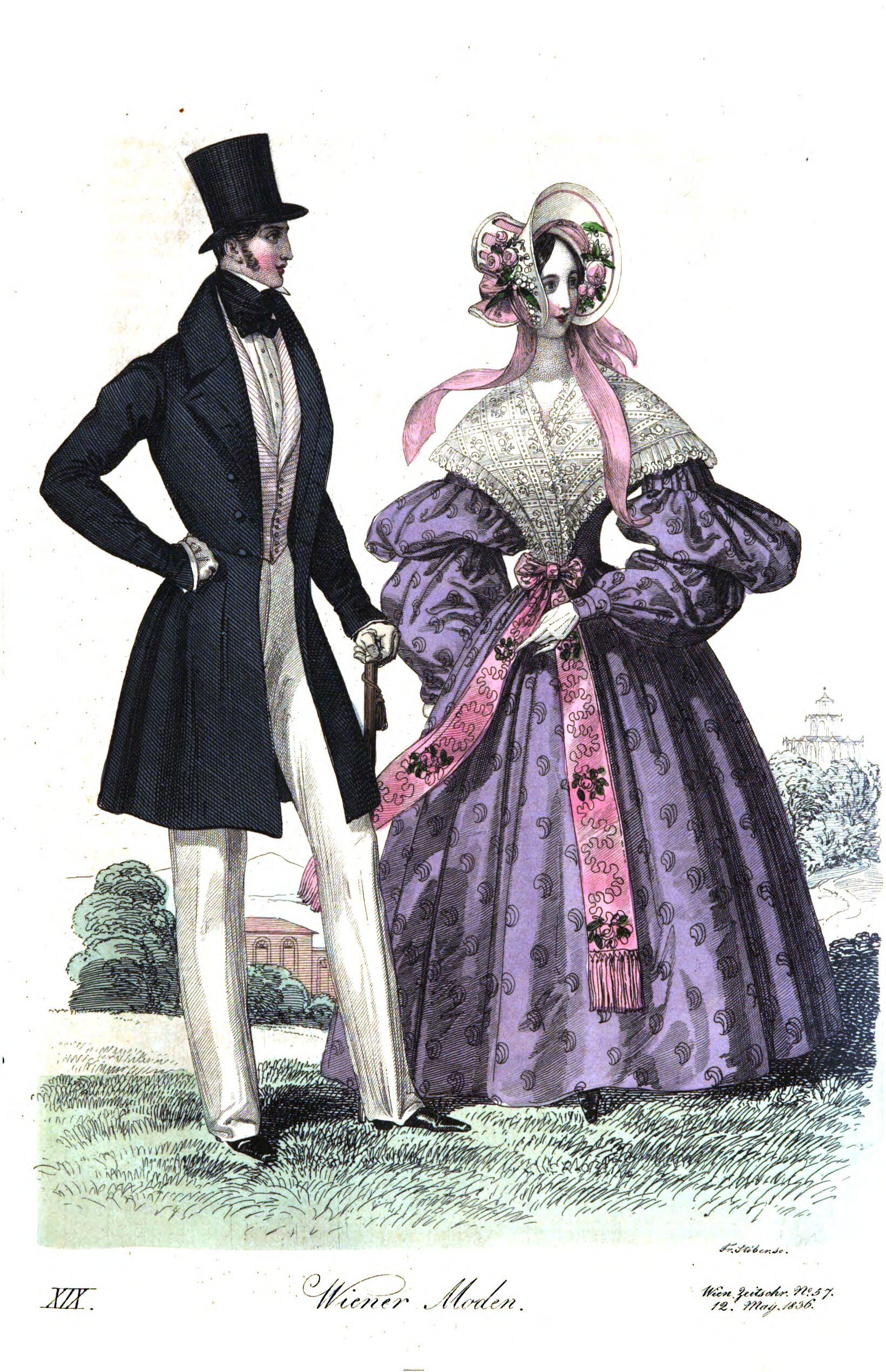
Wiedeńska moda z lat trzydziestych XIX wieku

W zakresie odzieży damskiej preferowano lekkie i jasne tkaniny (batyst, muślin, przejrzysty jedwab); kształt sylwetce zarówno damskiej, jak i męskiej nadawał sznurowany gorset.  Przemianom w tej dziedzinie nadawała kierunek moda wiedeńska. 
Typowe dla mody kobiecej były obszerne, bufiaste suknie (których kształt wymuszały noszone pod spodem usztywniane halki i krynoliny), z szerszymi wykładanymi kołnierzami oraz z nadmiernie rozszerzanymi rękawami („balerony”), sztucznie poszerzającymi sylwetkę w ramionach. Ukazująca tylko stopy (a później przedłużona do ziemi) suknia była ponadto zdobiona wstążkami i riuszkami. Do tego stroju należał szal lub futrzane boa oraz charakterystyczny kapelusz – „budka” (niem. Schutenhut), w kształcie czepka z odstającym daszkowatym rondem, dekorowany kwietnymi dodatkami i wstążkami, a kolorystycznie dopasowany (bądź kontrastujący) z suknią. Damski strój uzupełniały rękawiczki i parasolka. Obuwie noszono na płaskim obcasie, lecz także z niską cholewką.
W modzie męskiej normę stanowił cylinder oraz frak odpowiednio skomponowany z barwną kamizelką – był on wcięty, z połami zróżnicowanymi długością i szerokością, z podwyższonym kołnierzem. Noszono bezmankietowe spodnie do kostek ze strzemiączkami, zwężone do kolan, dołem nieco szersze. Kołnierzyki męskich koszul były odstające lub przylegające (później również szalowe), z konwencjonalnym halsztukiem, które w późniejszym czasie zaczęto zastępować usztywnianym gorsem zamiast „arystokratycznego” żabotu. Ponadto do ubioru wyjściowego eleganckiego mężczyzny należała tabakierka, sygnet, zegarek z dewizką, laseczka, obcisłe rękawiczki. Do zajęć domowych i pracy służył surdut; przy niepogodzie używano bezrękawnej pelerynkowatej narzutki, o rozległym, wykładanym na plecy kołnierzu. Atrybutami niezobowiązującego stroju pana domu była fajka i szlafrok.

## Pochodzenie nazwy
Nazwa tego kierunku powstała od połączonych nazwisk (Biedermann i Bummelmeier), humorystycznych bohaterów z tomu wierszy Biedermaiers Liederlust (1869), których autorami byli Adolf Kussmaul, S.F. Sauter i Ludwig Eichrodt. Tytułowi bohaterowie przedstawieni byli tam jako skarykaturowana wersja niemieckiego filistra, człowieka bez wyższych aspiracji, ograniczonego, o ciasnych poglądach. Nieco inna wersja wywodzi nazwę wprost od komicznej postaci Gottlieba Biedermaiera, rzekomego autora wierszy Kussmaula i Eichrodta publikowanych wcześniej (1855-1857) w monachijskim czasopiśmie satyrycznym "Fliegende Blätter".